# Aleksander Kvitachvili
Aleksander, dit Sandro, Kvitachvili (en géorgien : ალექსანდრე [სანდრო] კვიტაშვილი, en ukrainien : Олександр Квіташвілі), né le 15 novembre 1970 à Tbilissi (Géorgie), est un administrateur de la santé et un homme politique ukrainien d'origine géorgienne.

## Biographie
Diplômé en histoire à l'Université d'État de Tbilissi en 1992, il poursuit ses études à la Robert F. Wagner Graduate School of Public Service de New York et obtient un master en administration publique en 1993. Après avoir travaillé brièvement aux départements financiers et administratifs de l'hôpital Grady Memorial, il retourne en Géorgie et travaille pour différentes organisations non gouvernementales (Programme des Nations unies pour le développement, EastWest Institute, Curatio), tout en conseillant de nombreux organismes dans les pays issus de l'Union soviétique sur les sujets liés à la santé, à l'éducation et à la sécurité sociale.

### Carrière politique
Le 31 janvier 2008, il est nommé ministre de la Santé, du Travail et des Affaires sociales du gouvernement de Géorgie par le président Mikhail Saakachvili. Il démissionne le 31 août 2010 pour devenir recteur de l'université d'État de Tbilissi, un poste qu'il conserve jusqu'en juin 2013.
Le 1er décembre 2014, il obtient la nationalité ukrainienne sur ordre spécial du président Petro Porochenko et le lendemain, il est nommé ministre de la Santé du nouveau gouvernement d'Arseni Iatseniouk.